# Curtiss F6C Hawk
Curtiss F6C Hawk là một loại máy bay tiêm kích hai tầng cánh của Hoa Kỳ trong thập niên 1920.

## Quốc gia sử dụng
- Hoa Kỳ

## Biến thể

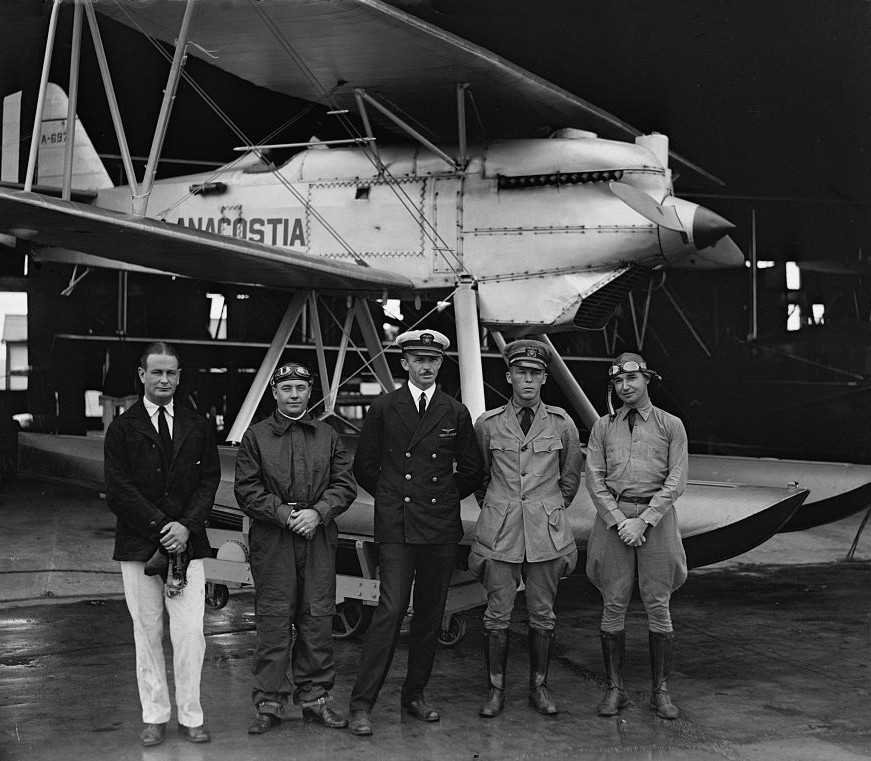
F6C – máy bay đua.

- F6C-1 Model 34C
- F6C-2 Model 34D
- F6C-3 Model 34E
- XF6C-4 Model 34H
- F6C-4 Model 34H
- XF6C-5 Model 34H
- F6C-6 Model 34E
- XF6C-6 Model 34E
- XF6C-7 Model 34H

## Tính năng kỹ chiến thuật (F6C-4)
Dữ liệu lấy từ US Navy Aircraft since 1911
Đặc điểm tổng quát
- Kíp lái: 1
- Chiều dài: 22 ft 6 in (6,86 m)
- Sải cánh: 37 ft 6 in (11,43 m)
- Chiều cao: 10 ft 11 in (3,33 m)
- Diện tích cánh: 252 ft² (23,42 m²)
- Trọng lượng rỗng: 1.980 lb (900 kg)
- Trọng lượng cất cánh tối đa: 3.171 lb (1.441 kg)
- Động cơ: 1 × Pratt & Whitney R-1340 Wasp, 410 hp (306 kW)

 Hiệu suất bay 
- Vận tốc cực đại: 155 mph (134 knot, 250 km/h) trên mực nước biển
- Tầm bay: 360 mi (313 hải lý, 580 km)
- Trần bay: 22.900 ft (6.980 m)
- Leo lên độ cao 5.000 ft (1.520 m): 2,5 phút

Trang bị vũ khí

- Súng: 2 × súng máy Browning ,30 in (7,62 mm)